# Zenzō Kasai
Zenzō Kasai (葛西 善蔵, Kasai Zenzō, 16 janvier 1887 - 23 juillet 1928) est un romancier japonais actif pendant l'ère Taishō.

## Jeunesse
Zenzō Kasai naît dans ce qui fait à présent partie d'Hirosaki dans la préfecture d'Aomori, fils ainé d'un marchand de riz. Ses parents meurent quand il a deux ans et il est confié à des parents autour de Hokkaidō et Aomori. Il ne peut recevoir un enseignement que de l'école primaire. Ses proches sont résolus à ce qu'il devienne prêtre bouddhiste, mais il déménage à Tokyo à l'âge de 15 ans pour trouver du travail et poursuivre une carrière littéraire. Après avoir travaillé en tant que salarié d'un chemin de fer et forestier, il économise assez d'argent pour suivre des cours à l'université Tōyō et à l'université Waseda, il rencontre le futur auteur Kazuo Hirotsu, et devient disciple de l'écrivain Shūsei Tokuda. Il étudie la philosophie, la littérature et la littérature anglaise, mais abandonne l'école quand il sent qu'il a assez appris (et quand il est à court d'argent).

## Carrière littéraire
En 1912, Kasai se joint à Shigeo Funaki et Kazuo Hirotsu pour fonder une nouvelle revue littéraire, Kiseki (« Miracle »), dans laquelle il publie différents textes. Kasai écrit des romans dans un style autobiographique naturaliste, précurseur du « roman « je » ». En 1918, il publie Ko o tsuretete (« Avec des enfants à la traîne ») dans le magazine Waseda Bungaku. L'histoire, dans laquelle le narrateur est expulsé de son foyer et doit errer dans la rue sans un sou avec ses enfants, lui vaut une large reconnaissance. Dans ses nouvelles et romans ultérieurs, la lutte contre la pauvreté, la maladie, l'alcoolisme et la solitude sont des thèmes constants. Ses ouvrages principaux sont Kanashiki chichi (« le Deuil de mon père », 1912), Akuma (« Diable », 1912) et Kohan Nikki (« Journal du bord du lac », 1924).
Kasai vit de longues années à Kamakura, dans la préfecture de Kanagawa en raison de la présence de nombreux écrivains amis, et parce que l'air matin est jugé plus sain pour ses faibles poumons. Il meurt à Tokyo à l'âge de 41 après une longue bataille contre la tuberculose, aggravée par le stress causé par la dissolution de son mariage en raison d'une affaire extra conjugale. Sa tombe se trouve au Kencho-ji à Kamakura.

## Source de la traduction
- (en) Cet article est partiellement ou en totalité issu de l’article de Wikipédia en anglais intitulé « Zenzō Kasai » (voir la liste des auteurs).